# Natalja Misjkoetjonok
Natalja Jevgenjevna Misjkoetjonok (Russisch: Наталья Евгеньевна Мишкутёнок; Jaroslavl, 14 juli 1970) is een Russisch voormalig kunstschaatsster. Misjkoetjonok en haar partner Artoer Dmitrijev namen deel aan twee edities van de Olympische Winterspelen: Albertville 1992 en Lillehammer 1994. In 1992 werden ze olympisch kampioen bij de paren; twee jaar later wonnen ze zilver (achter Jekaterina Gordejeva en Sergej Grinkov). Misjkoetjonok en Dmitrijev waren ook tweevoudig wereldkampioen.

## Biografie
De in de toenmalige Sovjet-Unie geboren Misjkoetjonok had een Wit-Russische vader en een Poolse moeder. Ze kwam tot 1992 als kunstrijdster uit voor de Sovjet-Unie. In 1976 begon ze met kunstschaatsen, waarna ze later actief werd in het paarrijden. Rond 1986 werd ze door schaatscoach Tamara Moskvina gekoppeld aan schaatspartner Artoer Dmitrijev. Misjkoetjonok en Dmitrijev veroverden in 1991 en 1992 goud bij zowel de WK als de EK. Na het uiteenvallen van de Sovjet-Unie namen ze in 1992 met het gezamenlijk team deel aan de Olympische Winterspelen in Albertville. Daar wonnen ze de gouden olympische medaille. Hierna besloten ze één seizoen professioneel te gaan schaatsen, waarna ze onder meer brons bij de WK voor professionals wonnen. Misjkoetjonok en Dmitrijev kozen in 1993 ervoor om hun amateurstatus weer in ere te herstellen. Bij de Olympische Winterspelen in Lillehammer lukte het ze niet om de olympische titel opnieuw te veroveren. Misjkoetjonok beëindigde vervolgens haar carrière.
In 1995 verhuisde Misjkoetjonok naar de Verenigde Staten. Ze werkt als schaatscoach in Grapevine (Texas).
Misjkoetjonok is twee keer gehuwd geweest. Met haar huidige echtgenoot kreeg ze in 2006 een dochter.

## Belangrijke resultaten
1986-1994 met Artoer Dmitrijev (tot 1992 voor de Sovjet-Unie uitkomend, daarna voor Rusland)
| Kampioenschap           | 87/88  | 88/89  | 89/90  | 90/91  | 91/92 |  | 93/94  |
| ----------------------- | ------ | ------ | ------ | ------ | ----- |  | ------ |
| Olympische Spelen       |        |        |        |        | Goud  |  | Zilver |
| Wereldkampioenschap     |        |        | Brons  | Goud   | Goud  |  |        |
| Europees kampioenschap  | 4e     | Brons  | Brons  | Goud   | Goud  |  | Brons  |
| Nationaal kampioenschap | Zilver | Zilver | Zilver | Zilver |       |  | Zilver |

1908: Anna Hübler / Heinrich Burger ·
1920: Ludovika Jakobsson / Walter Jakobsson ·
1924: Helene Engelmann / Alfred Berger ·
1928: Andrée Joly / Pierre Brunet ·
1932: Andrée Brunet / Pierre Brunet ·
1936: Maxi Herber / Ernst Baier ·
1948: Micheline Lannoy / Pierre Baugniet ·
1952: Ria Baran / Paul Falk ·
1956: Sissy Schwarz / Kurt Oppelt ·
1960: Barbara Wagner / Robert Paul ·
1964: Ljoedmila Belooesova / Oleg Protopopov ·
1968: Ljoedmila Belooesova / Oleg Protopopov ·
1972: Irina Rodnina / Aleksej Oelanov ·
1976: Irina Rodnina / Aleksandr Zajtsev ·
1980: Irina Rodnina / Aleksandr Zajtsev ·
1984: Jelena Valova / Oleg Vasiljev ·
1988: Jekaterina Gordejeva / Sergej Grinkov ·
1992: Natalja Misjkoetjonok / Artoer Dmitrijev ·
1994: Jekaterina Gordejeva / Sergej Grinkov ·
1998: Oksana Kazakova / Artoer Dmitrijev ·
2002: Jelena Berezjnaja / Anton Sicharoelidze en Jamie Salé / David Pelletier ·
2006: Tatjana Totmjanina / Maksim Marinin ·
2010: Shen Xue / Zhao Hongbo ·
2014: Tatjana Volosozjar / Maksim Trankov ·
2018: Aliona Savchenko / Bruno Massot ·
2022: Sui Wenjing / Han Cong